# The House of a Thousand Candles
The House of a Thousand Candles er en amerikansk stumfilm fra 1915 af Thomas N. Heffron.

## Medvirkende
- Harry Mestayer som Jack Glenarm.
- Grace Darmond som Marian Evans.
- John Charles som Arthur Pickering.
- George Backus som John Marshall Glenarm.
- Forrest Robinson som Bates.